# Goederenkoer
Een goederenkoer is een platform waar alleen goederen in en uit goederenwagons geladen kunnen worden. De term wordt enkel in Vlaanderen gebruikt.
De meeste Belgische spoorwegstations beschikten vroeger over een goederenkoer voor het laden en lossen van lokale goederen. Wanneer de goederenkoer afgeschaft werd dan werd hij wel opnieuw gebruikt als alternatieve parkeerplaats voor auto's of voor het stallen van werktreinen.